# نیمه‌الف

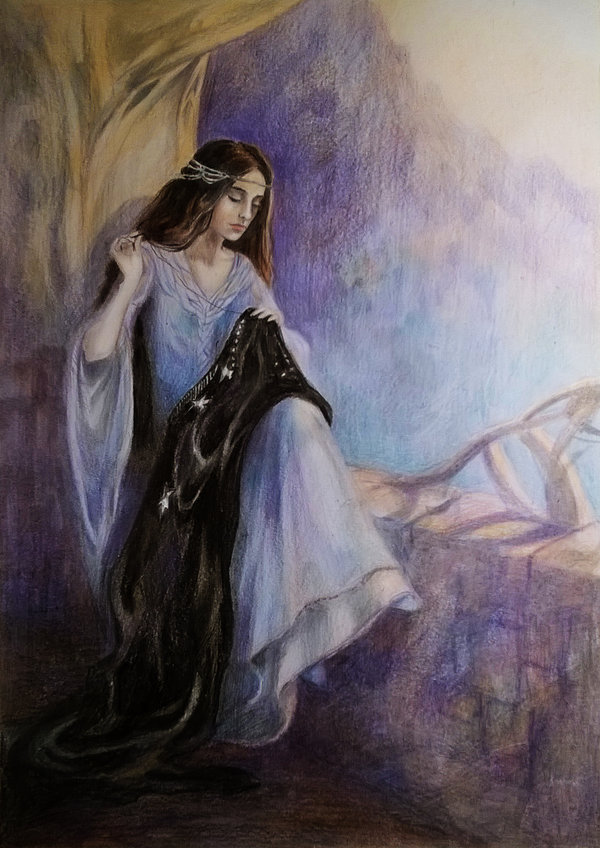
آرون یک‌نیمه‌الف

نیمه‌الف موجودی افسانه‌ای یا تخیلی است که فرزند یک الف جاودانه و یک انسان فانی است. آن‌ها اغلب بسیار زیبا و دارای قدرت جادویی به تصویر کشیده می‌شوند. نیمه‌الف‌ها در دوران مدرن عمدتاً از طریق نوشته‌های جی. آر. آر. تالکین در سرزمین میانه شناخته شدند، اما ریشه در اساطیر نورس دارند. یک نیمه‌الف در کتاب لرد دانسانی در سال ۱۹۲۴ با نام پادشاه دختر الفلند ظاهر شد.
نیمه‌الف‌ها در سرزمین میانه فرزندان الف‌ها و انسان‌ها هستند و می‌توانند انتخاب کنند که یک الف جاودان باشند یا یک انسان میرا. دو زن نیمه‌الف به نام لوثین و آرون در آثار تالکین هر دو انسان بودن را برگزیدند تا بتوانند با مردی که دوستش دارند، باشند. پژوهشگران بر این باورند که این امر تالکین را قادر می‌سازد تا چندین موضوع کلیدی، از جمله عشق و مرگ، زمان و جاودانگی را بررسی کند.

## در سرزمین میانه
در سرزمین میانه جی. آر. آر. تالکین نیمه‌الف‌ها (به سینداری مفرد Peredhel، جمع Peredhil؛ به کوئنیا مفرد Perelda) فرزندان حاصل الف‌ها و انسان‌ها هستند. بیشتر این‌ها کسانی بودند که از الف‌های الدار (الف‌هایی که به والینور رفتند) و انسان‌های اداین (انسان‌های اولیه از سه خاندانی که در جنگ علیه مورگوت با الدار متحد شدند) به وجود آمده‌اند. سه ازدواج ثبت‌شده الدار و اداین ایدریل و تور؛ لوثین و برن؛ و آرون و آراگورن هستند.